# Acianthera brunnescens
Acianthera brunnescens é uma espécie de orquídea nativa da Costa Rica.